# شارلوت، شاهدخت ولز (۱۷۹۶–۱۸۱۷)
شاهدخت شارلوت ولز (به انگلیسی: Princess Charlotte of Wales) (۷ ژانویه ۱۷۹۶ – ۶ نوامبر ۱۸۱۷) تنها فرزند جرج چهارم و همسرش کارولین براونشوایگ بود. 
پدر و مادر شارلوت علاقه‌ای به یکدیگر نداشتند و ازدواج سنتی آنان توسط خانواده‌ها برنامه‌ریزی شده بود. به همین دلیل کمی بعد از تولد شارلوت از یکدیگر جدا شدند، هرچند رسماً طلاق نگرفته بودند. ارتباط شارلوت با کارولین به دستور پدرش محدود بود و کارولین در ۱۸۱۴ بریتانیا را به مقصد ایتالیا ترک کرد.
شاهدخت شارلوت ابتدا قرار بود با فشار پدرش با ولیعهد هلند ازدواج کند. اما بعد از امتناع او از این ازدواج، جرج قبول کرد که او با لئوپولد زاکسن-کوبورگ-زالفلد ازدواج کند که بعدتر به سلطنت بلژیک رسید. شارلوت یک سال و نیم بعد از ازدواج، در هنگام زایمان درگذشت. جسد او در نمازخانه سنت جرج در قلعه ویندسور دفن شده است.
شارلوت در آن زمان تنها نوه مشروع جرج سوم بود و در صورتی که مرگ او پیش از پدر و پدربزرگش اتفاق نیافتاده بود، به سلطنت بریتانیا می‌رسید. همچنین در آن زمان، جوان‌ترین فرزند جرج سوم بیشتر از چهل سال سن داشت. به این ترتیب و در نبود وارث، این احتمال وجود داشت که سلطنت به افراد دورتر از خانواده سلطنتی برسد. بعضی روزنامه با انتشار مقالاتی فرزندان مجرد جرج سوم را به ازدواج تشویق کردند. یکی از این فرزندان شاهزاده ادوارد، دوک کنت و استراترن پسر چهارم جرج سوم بود که با خواهر لئوپولد، ویکتوریا ازدواج کرد و فرزندشان در سال ۱۸۳۷ ملکه بریتانیا شد.